# Sainte-Eulalie-d’Olt
Sainte-Eulalie-d’Olt – miejscowość i gmina we Francji, w regionie Oksytania, w departamencie Aveyron. W 2013 roku jej populacja wynosiła 383 mieszkańców. Przez teren gminy przepływa rzeka Lot. 